# The Railway Magazine
The Railway Magazine — ежемесячный журнал британских энтузиастов железнодорожного транспорта издаётся в Лондоне с июля 1897 года.

## История

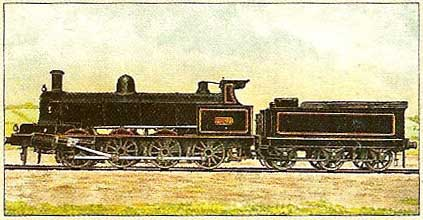
Обложка июньского номера журнала за 1903 год.
Паровоз железной дороги London and North Western Railway конструкции Фрэнсиса Уильям Уэбба (en)

Журнал Railway Magazine был основан сэром Джозефом Лоуренсом и бывшим железнодорожником Франк Е. Корнвеллом.
Журнал начинал с небольшого тиража, но вскоре его тираж вырос до в 25 тысяч. Этому способствовало то, что печатался он на качественной бумаге, хорошо иллюстрировался фотографиями, а иногда даже размещались цветные иллюстрации выполненные в технике хромолитографии.
С мая 1942 по конец 1949 года из-за дефицита бумаги журнал выходил один раз в два месяца
Журнал установил рекорд по продолжительности серии статей. В 1901 году была начата серия публикаций «Британские локомотивы, практика и эффективность» (англ. British locomotive practice and performance). Первым автором серии был новозеландец Чарльз Роус-Мартен (англ. Charles Rous-Marten; 1844—1908). После его смерти автором серии стал
инженер железной дороги Great Eastern Railway Сесил Ален (англ. Cecil J. Allen; 1886—1973). Он был единственным автором серии до 1958 года, когда его сменил Освальд Стивенс Нок (англ. Oswald Stevens Nock, en).